# Championnat d'Europe de football des moins de 19 ans 2019
Ne doit pas être confondu avec Championnat d'Europe féminin de football des moins de 19 ans 2019.
Navigation
Euro 2018 Euro 2020 (annulé)
La phase finale du 68e Championnat d'Europe de football des moins de 19 ans se déroule en Arménie du 14 au 27 juillet 2019. Les joueurs nés après le 1er janvier 2000 peuvent participer à cette compétition.

## Qualifications
Les qualifications se disputent sur deux tours, uniquement par groupes de 4 équipes. Chaque groupe se joue sur le terrain unique de l'une des quatre équipes qui en fait partie, en tournoi toutes rondes simple. Le premier tour de qualification comprend 13 groupes (52 équipes), le second tour comprend 7 groupes (28 équipes).

### Premier tour de qualification
Les deux premiers de chaque groupe (26 équipes) sont qualifiés.

### Tour Élite
Le second tour, qui a lieu au printemps, concerne 28 équipes, dont le Portugal et l'Allemagne, exemptés de premier tour. Les sept vainqueurs de poule se qualifient pour la phase finale en Arménie (dont l'équipe est qualifiée d'office).
| Rang | Équipe               | Pts | J | G | N | P | Bp | Bc | Diff |
| ---- | -------------------- | --- | - | - | - | - | -- | -- | ---- |
| 1    | République d'Irlande | 9   | 3 | 3 | 0 | 0 | 10 | 1  | +9   |
| 2    | Roumanie             | 4   | 3 | 1 | 1 | 1 | 4  | 5  | -1   |
| 3    | Russie               | 2   | 3 | 0 | 2 | 1 | 0  | 2  | -2   |
| 4    | Azerbaïdjan          | 1   | 3 | 0 | 1 | 2 | 1  | 7  | -6   |

| Rang | Équipe     | Pts | J | G | N | P | Bp | Bc | Diff |
| ---- | ---------- | --- | - | - | - | - | -- | -- | ---- |
| 1    | Tchéquie   | 6   | 3 | 2 | 0 | 1 | 7  | 6  | +1   |
| 2    | Grèce      | 4   | 3 | 1 | 1 | 1 | 5  | 6  | -1   |
| 3    | Angleterre | 4   | 3 | 1 | 1 | 1 | 7  | 5  | +2   |
| 4    | Danemark   | 2   | 3 | 0 | 2 | 1 | 5  | 7  | -2   |

| Rang | Équipe    | Pts | J | G | N | P | Bp | Bc | Diff |
| ---- | --------- | --- | - | - | - | - | -- | -- | ---- |
| 1    | Norvège   | 7   | 3 | 2 | 1 | 0 | 4  | 2  | +2   |
| 2    | Allemagne | 6   | 3 | 2 | 0 | 1 | 5  | 2  | +3   |
| 3    | Croatie   | 3   | 3 | 1 | 0 | 2 | 5  | 5  | 0    |
| 4    | Hongrie   | 1   | 3 | 0 | 1 | 2 | 0  | 5  | -5   |

| Rang | Équipe         | Pts | J | G | N | P | Bp | Bc | Diff |
| ---- | -------------- | --- | - | - | - | - | -- | -- | ---- |
| 1    | Espagne        | 7   | 3 | 2 | 1 | 0 | 7  | 2  | +5   |
| 2    | Pays-Bas       | 6   | 3 | 2 | 0 | 1 | 4  | 2  | +2   |
| 3    | Slovénie       | 4   | 3 | 1 | 1 | 1 | 4  | 3  | +1   |
| 4    | Pays de Galles | 0   | 3 | 0 | 0 | 3 | 2  | 10 | -8   |

| Rang | Équipe  | Pts | J | G | N | P | Bp | Bc | Diff |
| ---- | ------- | --- | - | - | - | - | -- | -- | ---- |
| 1    | France  | 7   | 3 | 2 | 1 | 0 | 6  | 2  | +4   |
| 2    | Israël  | 6   | 3 | 2 | 0 | 1 | 4  | 3  | +1   |
| 3    | Pologne | 2   | 3 | 0 | 2 | 1 | 0  | 1  | -1   |
| 4    | Suisse  | 1   | 3 | 0 | 1 | 2 | 2  | 6  | -4   |

| Rang | Équipe   | Pts | J | G | N | P | Bp | Bc | Diff |
| ---- | -------- | --- | - | - | - | - | -- | -- | ---- |
| 1    | Portugal | 9   | 3 | 3 | 0 | 0 | 10 | 0  | +10  |
| 2    | Écosse   | 6   | 3 | 2 | 0 | 1 | 7  | 5  | +2   |
| 3    | Turquie  | 1   | 3 | 0 | 1 | 2 | 3  | 8  | -5   |
| 4    | Chypre   | 1   | 3 | 0 | 1 | 2 | 2  | 9  | -7   |

| Rang | Équipe   | Pts | J | G | N | P | Bp | Bc | Diff |
| ---- | -------- | --- | - | - | - | - | -- | -- | ---- |
| 1    | Italie   | 7   | 3 | 2 | 1 | 0 | 7  | 3  | +4   |
| 2    | Ukraine  | 4   | 3 | 1 | 1 | 1 | 8  | 7  | +1   |
| 3    | Belgique | 4   | 3 | 1 | 1 | 1 | 6  | 7  | -1   |
| 4    | Serbie   | 1   | 3 | 0 | 1 | 2 | 2  | 6  | -4   |

## Phase finale
Les huit qualifiés :
- Arménie qualifié d'office (pays organisateur).
- République d'Irlande vainqueur du Groupe 1 du tour élite.
- Tchéquie vainqueur du Groupe 2 du tour élite.
- Norvège vainqueur du Groupe 3 du tour élite.
- Espagne vainqueur du Groupe 4 du tour élite.
- France vainqueur du groupe 5 du tour élite.
- Portugal vainqueur du Groupe 6 du tour élite.
- Italie vainqueur du Groupe 7 du tour élite.

### Groupe A
| Rang | Équipe   | Pts | J | G | N | P | Bp | Bc | Diff |
| ---- | -------- | --- | - | - | - | - | -- | -- | ---- |
| 1    | Portugal | 7   | 3 | 2 | 1 | 0 | 8  | 1  | +7   |
| 2    | Espagne  | 7   | 3 | 2 | 1 | 0 | 7  | 3  | +4   |
| 3    | Italie   | 3   | 3 | 1 | 0 | 2 | 5  | 5  | 0    |
| 4    | Arménie  | 0   | 3 | 0 | 0 | 3 | 1  | 12 | -11  |

1re journée
| 14 juillet 2019 | Arménie                | 1 - 4   | Espagne                                                                               | Stade Républicain Vazgen-Sargsian, Erevan |                           |
| 18h45           | Arsen Yeghiazaryan 51e | (0 - 1) | 33e Jandro Orellana · 58e Juan Miranda · 64e Alejandro Marqués · 90+7e Víctor Mollejo | Arbitrage : Kristo Tohver                 | Arbitrage : Kristo Tohver |
| 18h45           | Rapport                |         |                                                                                       | Arbitrage : Kristo Tohver                 | Arbitrage : Kristo Tohver |

| 14 juillet 2019 | Italie  | 0 - 3   | Portugal                                                   | Stade Banants, Erevan     |                           |
| 21h00           |         | (0 - 1) | 28eGonçalo Cardoso · 46e Gonçalo Ramos · 51e Félix Correia | Arbitrage : Sergei Ivanov | Arbitrage : Sergei Ivanov |
| 21h00           | Rapport |         |                                                            | Arbitrage : Sergei Ivanov | Arbitrage : Sergei Ivanov |

2e journée
| 17 juillet 2019 | Portugal         | 1 - 1   | Espagne          | Stade Banants, Erevan             |                                   |
| 18h45           | Fábio Vieira 49e | (0 - 1) | 41e Juan Miranda | Arbitrage : Anastasios Papapetrou | Arbitrage : Anastasios Papapetrou |
| 18h45           | Rapport          |         |                  | Arbitrage : Anastasios Papapetrou | Arbitrage : Anastasios Papapetrou |

| 17 juillet 2019 | Arménie | 0 - 4   | Italie                                                               | Stade Républicain Vazgen-Sargsian, Erevan |                         |
| 21h00           |         | (0 - 2) | 29e 56e Manolo Portanova · 32e Davide Merola · 69e Giacomo Raspadori | Arbitrage : Filip Glova                   | Arbitrage : Filip Glova |
| 21h00           | Rapport |         |                                                                      | Arbitrage : Filip Glova                   | Arbitrage : Filip Glova |

3e journée
| 20 juillet 2019 | Portugal                                                           | 4 - 0   | Arménie | Stade Républicain Vazgen-Sargsian, Erevan |                              |
| 21h00           | Vitor Ferreira 34e (pen.) · João Mário 50e · Tiago Gouveia 67e 88e | (1 - 0) |         | Arbitrage : Nikola Dabanović              | Arbitrage : Nikola Dabanović |
| 21h00           | Rapport                                                            |         |         | Arbitrage : Nikola Dabanović              | Arbitrage : Nikola Dabanović |

| 20 juillet 2019 | Espagne                                          | 2 - 1   | Italie            | Stade de l'académie de football d'Erevan, Erevan |                          |
| 21h00           | Lorenzo Gavioli 60e (csc) · Abel Ruiz 68e (pen.) | (0 - 1) | 36e Davide Merola | Arbitrage : Irfan Peljto                         | Arbitrage : Irfan Peljto |
| 21h00           | Rapport                                          |         |                   | Arbitrage : Irfan Peljto                         | Arbitrage : Irfan Peljto |

### Groupe B
| Rang | Équipe               | Pts | J | G | N | P | Bp | Bc | Diff |
| ---- | -------------------- | --- | - | - | - | - | -- | -- | ---- |
| 1    | France               | 9   | 3 | 3 | 0 | 0 | 5  | 0  | +5   |
| 2    | République d'Irlande | 4   | 3 | 1 | 1 | 1 | 3  | 3  | 0    |
| 3    | Norvège              | 2   | 3 | 0 | 2 | 1 | 1  | 2  | -1   |
| 4    | Tchéquie             | 1   | 3 | 0 | 1 | 2 | 1  | 5  | -4   |

1re journée
| 15 juillet 2019 | Norvège         | 1 - 1   | Irlande       | Stade de l'académie de football d'Erevan, Erevan |                              |
| 18h45           | Erik Botheim 8e | (1 - 0) | 81e Joe Hodge | Arbitrage : Nikola Dabanović                     | Arbitrage : Nikola Dabanović |
| 18h45           | Rapport         |         |               | Arbitrage : Nikola Dabanović                     | Arbitrage : Nikola Dabanović |

| 15 juillet 2019 | Tchéquie | 0 - 3   | France                                                                  | Stade Républicain Vazgen-Sargsian, Erevan |                          |
| 21h00           |          | (0 - 1) | 41e (pen.) Alexis Flips · 48e (csc) David Heidenreich · 52e Charles Abi | Arbitrage : Irfan Peljto                  | Arbitrage : Irfan Peljto |
| 21h00           | Rapport  |         |                                                                         | Arbitrage : Irfan Peljto                  | Arbitrage : Irfan Peljto |

2e journée
| 18 juillet 2019 | Tchéquie | 0 - 0   | Norvège | Stade de l'académie de football d'Erevan, Erevan |                           |
| 18h45           |          | (0 - 0) |         | Arbitrage : Sergei Ivanov                        | Arbitrage : Sergei Ivanov |
| 18h45           | Rapport  |         |         | Arbitrage : Sergei Ivanov                        | Arbitrage : Sergei Ivanov |

| 18 juillet 2019 | Irlande | 0 - 1   | France            | Stade Banants, Erevan     |                           |
| 21h00           |         | (0 - 0) | 83e Wilson Isidor | Arbitrage : Kristo Tohver | Arbitrage : Kristo Tohver |
| 21h00           | Rapport |         |                   | Arbitrage : Kristo Tohver | Arbitrage : Kristo Tohver |

3e journée
| 21 juillet 2019 | Irlande                                 | 2 - 1   | Tchéquie        | Stade de l'académie de football d'Erevan, Erevan |                         |
| 21h00           | Jonathan Afolabi 35e · Barry Coffey 81e | (1 - 0) | 79e Vasil Kušej | Arbitrage : Filip Glova                          | Arbitrage : Filip Glova |
| 21h00           | Rapport                                 |         |                 | Arbitrage : Filip Glova                          | Arbitrage : Filip Glova |

| 21 juillet 2019 | France      | 1 - 0   | Norvège | Stade Banants, Erevan             |                                   |
| 21h00           | Ngoumou 61e | (0 - 0) |         | Arbitrage : Anastasios Papapetrou | Arbitrage : Anastasios Papapetrou |
| 21h00           | Rapport     |         |         | Arbitrage : Anastasios Papapetrou | Arbitrage : Anastasios Papapetrou |

### Tableau final
|  | Demi-finales         | Demi-finales |          |         | Finale     | Finale     |
|  | Demi-finales         | Demi-finales |          |         | Finale     | Finale     |
|  |                      |              |          |         |            |            |
|  | 24 juillet           | 24 juillet   |          |         | 27 juillet | 27 juillet |
|  | 24 juillet           | 24 juillet   |          |         | 27 juillet | 27 juillet |
|  | Portugal             | 4            |          |         | 27 juillet | 27 juillet |
|  | Portugal             | 4            |          |         | 27 juillet | 27 juillet |
|  | République d'Irlande | 0            |          |         | 27 juillet | 27 juillet |
|  | République d'Irlande | 0            | Portugal | 0       |            |            |
|  | 24 juillet           |              | Portugal | 0       |            |            |
|  |                      | Espagne      | 2        |         |            |            |
|  | France               | Espagne      | 2        | 0ap (3) |            |            |
|  | France               |              |          | 0ap (3) |            |            |
|  | Espagne              | 0 tab(4)     |          |         |            |            |
|  | Espagne              | 0 tab(4)     |          |         |            |            |

### Demi-finales
| Demi-finale 1        | Portugal                                    | 4 - 0   | République d'Irlande | Stade Banants, Erevan     |                           |
| 24 juillet 2019 16 h | Ferreira 31e (pen.) · Ramos 45+2e 59e 90+6e | (2 - 0) |                      | Arbitrage : Kristo Tohver | Arbitrage : Kristo Tohver |
| 24 juillet 2019 16 h | Rapport                                     |         |                      | Arbitrage : Kristo Tohver | Arbitrage : Kristo Tohver |

| Demi-finale 2        | France                                                      | 0 - 0 a. p.       | Espagne                                                  | Stade Républicain Vazgen-Sargsian, Erevan |                           |
| 24 juillet 2019 19 h |                                                             | (0 - 0)           |                                                          | Arbitrage : Sergei Ivanov                 | Arbitrage : Sergei Ivanov |
| 24 juillet 2019 19 h | Rapport                                                     |                   |                                                          | Arbitrage : Sergei Ivanov                 | Arbitrage : Sergei Ivanov |
| 24 juillet 2019 19 h | Begraoui · Isidor · Caqueret · Théo Ndicka Matam · Marcelin | Tirs au but 3 - 4 | Mollejo · Marqués · Guillamón · Orellana · Ferrán Torres | Arbitrage : Sergei Ivanov                 | Arbitrage : Sergei Ivanov |

### Finale
| Finale                  | Portugal | 0 - 2   | Espagne               | Stade Républicain Vazgen-Sargsian, Erevan |                          |
| 27 juillet 2019 18 h 30 |          | (0 - 1) | Ferrán Torres 34e 51e | Arbitrage : Irfan Peljto                  | Arbitrage : Irfan Peljto |

### Équipe type de la compétition
Au terme de la compétition, l'UEFA en désigne l'équipe type : 
- Gardien de but : Arnau Tenas  FC Barcelone
- Arrières :  Víctor Gómez  Espanyol de Barcelone, Eric García  Manchester City, Oumar Solet  Olympique lyonnais, Juan Miranda  FC Barcelone
- Milieux de terrain :  Maxence Caqueret  Olympique lyonnais, Antonio Blanco  Real Madrid, Fábio Vieira  FC Porto
- Attaquants :  Ferrán Torres  Valence CF, Jonathan Afolabi  Sans club, Félix Correia  Sporting Portugal